# E-Sport

Teilnehmer eines Turniers auf der Bühne

E-Sport ([ˈʔiːˌʃpɔχt] ▶ⓘ) (im Deutschen „elektronischer Sport“ für englisch electronic sports) ist der sportliche, organisierte Wettkampf mit Computerspielen. In der Regel wird der Wettkampf mit dem Mehrspielermodus eines Computerspieles ausgetragen. Die Regeln des Wettkampfes werden durch die Software (Computerspiel) und externe Wettkampfbestimmungen, wie das Reglement des Wettkampfveranstalters, vorgegeben. E-Sport wird sowohl auf Personal Computern als auch auf Spielkonsolen betrieben. Die Wettkampfteilnehmer werden E-Sportler genannt; pro Computerspiel kann es mehrere Disziplinen geben. Die meisten Computerspiele werden entweder als Individualsport oder Mannschaftssport betrieben. Bei einzelnen Computerspielen gibt es sowohl auf Individual- als auch auf Mannschaftsebene Wettkämpfe.
Neben der Beherrschung des eigentlichen Computerspiels benötigen die Spieler verschiedene motorische und geistige Fähigkeiten, um im Wettkampf erfolgreich zu sein. Motorisch sind für den Spieler vor allem Hand-Augen-Koordination und Reaktionsgeschwindigkeit von Bedeutung. Räumliches Orientierungsvermögen, Spielübersicht, Spielverständnis, taktische Ausrichtung, Durchhaltevermögen, vorausschauendes und laterales Denken zählen zu den geistigen Anforderungen. E-Sport wird nur in wenigen Ländern (z. B. Südkorea, USA, Brasilien, China, Frankreich) von den etablierten Sportverbänden als Sportart anerkannt. Der Deutsche Olympische Sportbund (DOSB) stuft E-Sport nicht als Sportart ein. Dennoch beherbergen zunehmend auch „traditionelle“ Sportvereine und -teams E-Sport-Abteilungen. Das Internationale Olympische Komitee hat für das Jahr 2027 „Olympic Esports Games“ angekündigt.
Im E-Sport insgesamt wurden bisher über 1,68 Milliarden US-Dollar an Preisgeldern ausgezahlt (Stand Juni 2025). Dabei entfällt knapp ein Viertel des Preisgeldes auf das Spiel Dota 2. Der erfolgreichste E-Sportler gemessen an gewonnenem Preisgeld ist der dänische Dota-2-Spieler Johan „N0tail“ Sundstein mit über 7 Millionen US-Dollar. Aufgrund der besonderen Rolle des Dota-2-Turniers The International, als mit Abstand höchstdotiertem E-Sport-Turnier, setzen sich die Top 40 der E-Sportler mit dem meisten gewonnenen Preisgeld fast vollständig aus Dota-2-Spielern zusammen (39 Spieler). Der erfolgreichste Spieler, der nicht in Dota 2 aktiv ist, ist der US-amerikanische Fortnite-Spieler Kyle „Bugha“ Giersdorf auf Rang 23. Der bestplatzierte Spieler, der nicht aus Dota 2 oder Fortnite stammt, ist auf Platz 41 der dänische Counter-Strike: Global Offensive-Profi Peter Rasmussen (dupreeh), der seine größten Erfolge beim Clan Astralis erzielen konnte.

## Geschichte
Die Geschichte des E-Sports reicht bis in die 1950er zurück, als erste Spiele wie das Nim-Spiel, das Tic-Tac-Toe-Spiel OXO, Dame oder Schach für Computer entwickelt wurden. Das 1958 von dem Amerikaner William Higinbotham entwickelte Tennis for Two wird oft als erstes Computerspiel angesehen, das neue Möglichkeiten jenseits altbekannter Spiele bot. Die Geschichte des E-Sport ist damit eng mit der Geschichte der Videospiele verbunden, denn bereits die ersten Computerspiele waren auf den Wettkampf ausgelegt.

### Etymologie
Ende der 1990er-Jahre wurde zum ersten Mal der Begriff eSports verwendet. Das zweigliedrige Lexem „E-Sport“ ist ein determinatives Kurzwort-Kompositum. Sein Erstglied, das einzelbuchstabige Initialkurzwort „E-“, ist eine durch Kürzung des Adjektivs „elektronisch“ entstandene Einheit. Es wird majuskelgeschrieben und fungiert als hochproduktives, gebundenes und präfixoides Morphem. Als Determinans spezifiziert es das Zweitglied „Sport“ näher. Dieses ist ein freier Substantivstamm, der als Determinatum den morphologischen Kopf des Kompositums bildet. Die Struktur erzeugt eine klare semantische Hierarchie, in der „E-“ die Extension des Hyperonyms „Sport“ restriktiv eingrenzt. Der orthografisch obligatorische Bindestrich „-“ markiert graphemisch die morphologische Fuge zwischen den beiden lexikalischen Morphemen und hebt zugleich visuell den Sonderstatus des Kurzwortglieds hervor. Er folgt damit der Konvention, Komposita mit Einzelbuchstaben oder Abkürzungen durch einen Bindestrich zu koppeln. Das Adjektiv „elektronisch“ wird seit Anfang des 20. Jahrhunderts verwendet und ist eine Derivation vom physikalischen Terminus „Elektron“. Dessen Benennung geht auf altgriechisch ἤλεκτρον élektron für Bernstein zurück, da Elektrizität erstmals an diesem fossilen Harz beobachtet wurde. Das Lehnwort „Sport“ gelangte im 19. Jahrhundert als maskulines Substantiv aus dem Englischen ins Deutsche. Das englische „sport“ ist eine aphäretische Kurzform des aus dem Altfranzösischen entlehnten „disport“. E-Sport verknüpft somit ein antikes Gräzismus-Erbe mit einem mittelenglisch-französischen Freizeitbegriff. Der Ausdruck durchläuft soziolinguistisch einen Prozess der Entterminologisierung und diffundiert aus der Fachsprache in die Gemeinsprache. Er wurde im Januar 2020 in den Duden aufgenommen und ist damit für die deutsche Sprache lexikografisch kodifiziert.
Es gibt verschiedene Varianten für die Artikulation des Wortes „E-Sport“ in der Standardaussprache. Eine auf phonetischen Regeln des Bühnendeutschs basierende Transkription ist [ˈʔiːˌʃpɔχt], während der Duden die Variante [ˈiːspɔːɐ̯t] anführt. Folgt man der ersten Transkription [ˈʔiːˌʃpɔχt] trägt das Kompositum prosodisch den Hauptakzent auf dem Erstglied [ˈʔiː-] und einen Sekundärakzent auf dem Zweitglied [ˌʃpɔχt]. Die Artikulation beginnt initial mit einem stimmlosen glottalen Plosiv [ʔ], dem für das Deutsche typischen harten Vokaleinsatz vor der betonten ersten Silbe. Darauf folgt der lange ungerundete geschlossene Vorderzungenvokal [iː]. Dessen englisch motivierte Vokalqualität rührt diachron von der Übernahme des englischen Buchstabennamens für „E“ her, im Gegensatz zur typisch deutschen Lesart [eː]. Anschließend folgt der für das Deutsche charakteristische silbeninitiale Konsonantencluster [ʃp] bei dem phonotaktisch das Phonem /s/ vor dem stimmlosen bilabialen Plosiv [p] zu einem stimmlosen postalveolaren Frikativ [ʃ] realisiert wird. Den Kern des Zweitglieds bildet der kurze, gerundete halboffene Hinterzungenvokal [ɔ]. Im Abschlusscluster [χt] wird das /r/-Phonem durch die deutsche Auslautverhärtung vor dem stimmlosen alveolaren Plosiv [t] zum stimmlosen uvularen Frikativ [χ] devoiziert. Abweichend dazu stellt die kodifizierte Gebrauchsnorm des Dudens die Realisierung von „Sport“ durch [s] statt [ʃ] als eine buchstabengetreue und normierte, aber lautlich weniger etablierte Variante dar. Die Aussprache des Vokals wird als langes [ɔː] angegeben, das sich stärker an der britisch-englischen Lautung orientiert. Das /r/ wird nach einem Vokal nicht konsonantisch, sondern zum vokalähnlichen Laut [ɐ̯], einem fast-offenen Zentralvokal, realisiert.

### Ursprünge (1972–1994)
Auch im ersten weltweit populären Videospiel Pong, das 1972 veröffentlicht wurde, war es möglich direkt gegeneinander anzutreten. Im selben Jahr fand am 19. Oktober am Campus der Stanford University im Spiel Spacewar! ein organisierter Wettkampf mit dem Namen Intergalactic Spacewar Olympics statt. Der Sieger gewann ein Jahresabonnement der Zeitschrift Rolling Stone. Im Jahr 1974 veranstaltete Sega ein Videospielturnier, bei dem zunächst in 300 japanischen Spielhallen lokale Turniere ausgetragen wurden. 16 Gewinner dieser Turniere traten anschließend im Finale in Tokio gegeneinander an. 1977 veranstaltete Gremlin Industries eine Wettkampfserie, um ihr Arcade-Spiel Hustle, eine Variante von Snake, zu bewerben. Dabei wurden die professionellen Arcade-Spielerinnen Sabrina Osment und Lynn Reid in 19 amerikanischen Städten von 1233 Spielern herausgefordert. Sie wurden lediglich siebenmal in einem Best-of-Three besiegt. Mit dem Einsatz von Highscore-Tabellen Ende der 1970er-Jahre wurde die Möglichkeit geschaffen, erbrachte Leistungen in einem Arcade-Spiel für einen längeren Zeitraum festzuhalten. Zunächst in Spielhallen, später an PCs und Spielekonsolen, entwickelte sich das Streben nach hohen Punktzahlen zu einer beliebten Aktivität und diente als Mittel des Wettbewerbs, in dem die Spieler um einen Platz in der Bestenliste kämpften.
Atari veranstaltete 1980 in den USA über drei Monate einen Space-Invaders-Wettkampf mit über 10.000 Teilnehmern. Am 10. November 1980 gewann Rebecca Ann Heineman (vor Geschlechtsangleichung William Salvador Heineman) das Turnier in New York. Am 9. Februar 1982 veröffentlichte Walter Day das Twin Galaxies National Scoreboard, eine Highscoreliste, die über 100 Arcadespiele beinhaltete. Ein Jahr später wurde in den USA das U.S. National Video Game Team gegründet. Es setzte sich aus führenden Spielern des Twin Galaxies National Scoreboard u. a. Billy Mitchell zusammen. Das U.S. National Video Game Team war die erste professionelle Videospielmannschaft und absolvierte im Sommer 1983 eine Tour durch die USA. Die Veranstaltungen von Twin Galaxies wurden teilweise im amerikanischen Fernsehen ausgestrahlt und einige Ergebnisse gelangten in das Guinness-Buch der Rekorde. 1984 wurde zudem eine Weltmeisterschaft ausgespielt. Die amerikanische Mannschaft spielte unter anderem gegen Mannschaften aus Italien, Japan und Großbritannien. Etwa zur gleichen Zeit traten in der amerikanischen Spielshow „Starcade“, die von 1982 bis 1983 auf dem Fernsehsender WTBS ausgestrahlt wurde, Teilnehmer gegeneinander an, indem sie Arcade-Videospiele spielten. Im Jahr 1984 veranstalteten Konami und Centuri einen internationalen Hyper-Olympic-Wettbewerb, an dem über eine Million Spieler aus Japan und Nordamerika teilnahmen und der bis dahin als der größte organisierte Videospielwettbewerb galt. Im Jahr 1988 wurde mit Netrek das erste Videospiel veröffentlicht, bei dem Mannschaften über das Internet gegeneinander spielen konnten. Einen frühen Versuch, auch in Deutschland einen überregionalen Wettbewerb zu etablieren, stellte die Atari-VCS-Bundesliga dar, die 1982 von Armin Stürmer in Eigeninitiative gegründet wurde. Dieser nicht-professionelle Verbund von Vereinen verlor jedoch schnell an Wichtigkeit, nachdem Atari 1985 offiziell die Unterstützung aufkündigte.
Auch Nintendo veranstaltete 1990 eine Weltmeisterschaft in den USA. Die Gewinner erhielten goldene Nintendo-Module. Gewinner der Nintendo World Championships 1990, auch Nintendo Powerfest 1990 genannt, war Thor Aackerlund. Mitte der 1990er-Jahre organisierte Blockbuster Video zusammen mit der amerikanischen Zeitschrift GamePro ebenfalls Computerspielweltmeisterschaften. An den Turnieren nahmen Spieler aus den USA, Kanada, Großbritannien, Australien und Chile teil. 1994 wurden die Weltmeisterschaften auf dem Super Nintendo und dem Sega Mega Drive ausgespielt. Wettkampfspiele waren NBA Jam, Sonic the Hedgehog 3, Teenage Mutant Ninja Turtles: Tournament Fighters, ClayFighter und Virtua Racing.

### Netzwerkbasierter E-Sport (1995–1999)

Teilnehmer der LAN-Party DreamHack, 2004

Durch die zunehmende Verbreitung des Internets und sinkende Hardwarepreise bei einem gleichzeitigen Anstieg der Leistungsfähigkeit von Computern wurde es immer mehr Spielern möglich, über vernetzte Computer im LAN und im Internet gegeneinander zu spielen. Mit dem Aufkommen von LAN-Partys haben sich Mitte der 1990er-Jahre bis zu 2000 Spieler in großen Hallen miteinander gemessen. Mit der Verbreitung von Internetanschlüssen wurden diese örtlichen Begrenzungen aufgehoben und globale Wettkämpfe möglich.
In Europa und Nordamerika führten die Verbreitung des Internets und die dadurch erleichterten Kommunikationsmöglichkeiten zwischen Computerspielern zur Bildung von E-Sportvereinigungen. Es entstanden Ende der 1990er-Jahre die ersten größeren europäischen E-Sport-Ligen, die häufig von Beginn an europaweit fungierten und nicht auf Nationen beschränkt waren. Die Electronic Sports League (ESL), welche aus der 1997 gegründeten Deutschen Clanliga (DeCL) hervorging, und die 1998 gegründete ClanBase entwickelten sich zu den größten europäischen E-Sportligen. Parallel dazu entwickelten sich aber auch weiterhin nationale Wettkämpfe, die zunächst ausschließlich offline ausgetragen wurden. So fand beispielsweise die Evolution Championship Series (Evo) erstmals 1996 statt. In der Anfangszeit trug sie den Namen „Battle by the Bay“ und ist eine jährliche E-Sport-Veranstaltung in den USA, die sich ausschließlich auf Kampfspiele konzentriert.
Parallel zu dieser Entwicklung entstanden ebenfalls erste E-Sport-Mannschaften, die in der E-Sport-Szene meist als Clans bezeichnet werden. In Deutschland zählen die 1996 gegründete Mannschaft Ocrana und die 1997 gegründeten Clans SK Gaming, pod virtual gaming und starComa zu den ersten Clans, die über einen längeren Zeitraum Erfolge feiern konnten und teilweise noch heute aktiv sind. In Österreich wurden mit Infernum und plan-B ebenfalls 1996/97 die ersten Clans gegründet. 1997 fand das erste von der amerikanischen CPL organisierte E-Sportturnier statt. Zur gleichen Zeit wurde in Großbritannien 4Kings gegründet. Die bedeutendsten E-Sportspiele dieser Zeit waren Doom und Quake.
Nach der Asienkrise wurden in Südkorea Breitbandanschlüsse und private PCs subventioniert. Außerdem gründeten nach der Wirtschaftskrise viele Südkoreaner Internetcafés, die dort PC Bang heißen. Wegen der hohen Zölle auf Spielkonsolen wurden in Südkorea Computerspiele vorrangig auf dem PC gespielt. Daher bot Südkorea Ende der 1990er-Jahre eine gute Infrastruktur für netzwerkbasierten E-Sport. 1998 wurde von Blizzard Entertainment das Echtzeit-Strategiespiel StarCraft veröffentlicht und entwickelte sich zum populärsten Computerspiel in Südkorea. Im Jahr 2000 wurde mit der Korean e-Sports Association ein nationaler Dachverband in Südkorea gegründet.
Außerhalb Südkoreas wurde in dieser Zeit der Online-Taktik-Shooter Counter-Strike zum wichtigsten E-Sport-Titel. Die zunehmende Verbreitung des Internets führte zu einer wachsenden Organisation im E-Sport und mit der steigenden Anzahl an Spielern und Wettkämpfen nahm die Professionalisierung im E-Sport zu und es gab immer höhere Preisgelder.
Die erste Deutsche Meisterschaft der Computer- und Videospiele fand 1999 in Berlin im Spiel „StarCraft: Brood War“ statt. Die von Thorsten Zippan und Jens Enders gegründete Netzstatt veranstaltete sie mit 24 Rechnern. Es gab Sachpreise im Wert von 10.000 Euro zu gewinnen. Das Teilnehmerfeld bestand aus 470 Spielern, darunter eine Frau. Cendant Software, der damalige Mutterkonzern von Blizzard, erteilte hierfür die offizielle Lizenz.

### E-Sport weltweit (seit 2000)

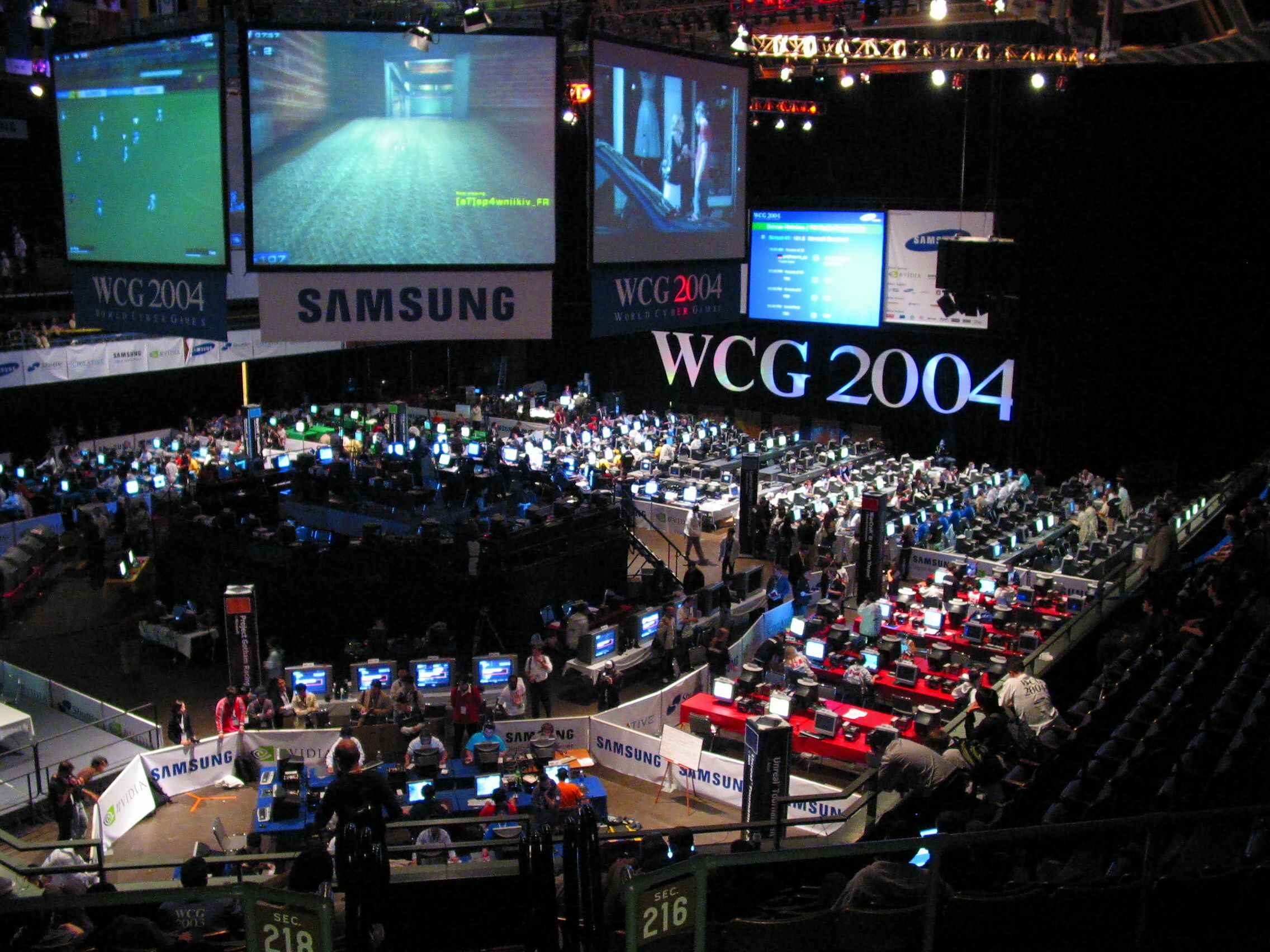
Das Auditorium der World Cyber Games 2004 in San Francisco

In Seoul wurden 2000 die ersten World Cyber Games (WCG) ausgetragen. Drei Jahre später kämpften die Spieler im französischen Poitiers um den ersten Electronic Sports World Cup (ESWC). Diese Pokalwettkämpfe finden seitdem jährlich statt. Ebenfalls 2003 wurde auf den World Cyber Games mit Halo: Kampf um die Zukunft das erste Mal ein Wettkampf auf einer Spielkonsole ausgetragen. Der ESWC nahm 2004 die ersten Konsolenspiele in sein Programm auf. Beide Turniere haben im E-Sport den Stellenwert einer Weltmeisterschaft oder Olympischen Spielen.
Zwar konnte mit der 1998 in Japan eingeführten Spielkonsole Dreamcast bereits das Internet genutzt werden, der Durchbruch des Online-Spielens mit Spielkonsolen kam erst mit der Einführung von Xbox Live 2002 auf der Xbox von Microsoft. Dort übernahm das 2004 erschienene Spiel Halo 2 eine führende Rolle und prägte den Konsolen-E-Sport für Jahre.
Auch der wachsende Erfolg des IRC-Netzwerks QuakeNet trug zum Erfolg und der Verbreitung des E-Sports bei. Neben den Ligen betrieben auch die Mannschaften eigene Channel.
Im Januar 2004 wurden in Berlin von der Firma Freaks4U die ersten Zuschauer-Events im E-Sport ausgetragen, die „NGL Finals“. Hierzu wurden zwei Kinosäale im Berliner Cubix-Kino am Alexanderplatz angemietet, ein Internetkabel verlegt und 176 Spieler eingeladen, die sich vorab auf über 50 LAN-Partys qualifizieren mussten. Es gab 65.000 Euro Preisgeld bei jeder der beiden Veranstaltungen zu gewinnen und es wurde der offizielle Deutsche Meistertitel in den Spielen: Warcraft 3, Raven Shield, Counter Strike, Battlefield 1942 und Fifa Soccer ausgetragen.
2005 war die CPL World Tour der größte E-Sport-Wettkampf. In zehn internationalen Metropolen und dem Finale in New York wurden um insgesamt 1.000.000 US-Dollar in der Disziplin Painkiller gespielt. Der amerikanische Fernsehsender MTV übertrug das Finale, das der Amerikaner Johnathan „Fatal1ty“ Wendel gewann. Der Niederländer Sander „Vo0“ Kaasjager wurde zum Most Valuable Player der World Tour ernannt und erspielte sich mit 252.000 US-Dollar das meiste Preisgeld auf der Tour.

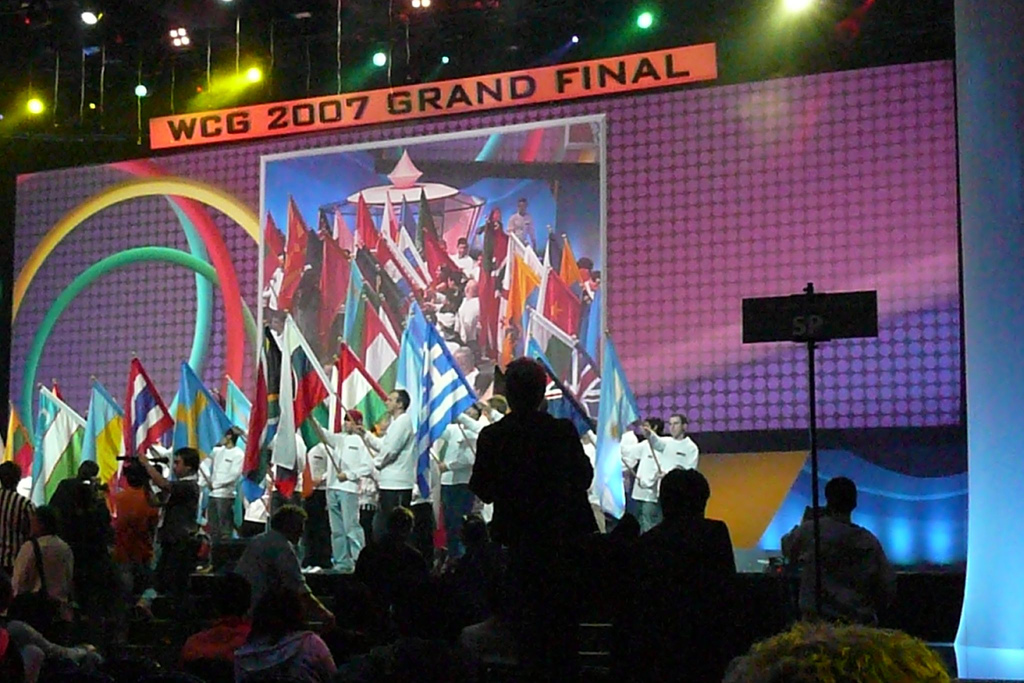
Zeremonie bei den World Cyber Games 2007 in Seattle

Der E-Sport-Wettkampf Championship Gaming Series (kurz CGS) fand 2007 erstmals statt. Die CGS verwendete ein neuartiges Punktesystem, das Punkte aus allen Disziplinen miteinander verrechnete. Mit einem Preisgeld von über 1.000.000 US-Dollar beim CGS World Championship 2007 und kumulierten Spielergehältern von über 5.000.000 US-Dollar war die CGS 2007 das höchstdotierte Turnier im E-Sport.
Im Rahmen der Olympischen Sommerspiele 2008 sollte mit den Digital Games ein E-Sport-Turnier der Global Gaming League in Shanghai ausgetragen werden. Das Finale in China fand allerdings nie statt. Die Gründe dafür wurden nicht öffentlich bekannt. Ein Jahr zuvor wurde E-Sport im Jahr 2007 erstmals Bestandteil der vom Olympic Council of Asia (OCA) veranstalteten Asian Indoor Games im chinesischen Macau. Es wurden in den drei Disziplinen NBA Live, Need for Speed und FIFA-Medaillen vergeben. In einer früheren Ankündigung waren sechs Wettkämpfe und das Spiel Winning Eleven für die Asien Indoor Games vorgesehen. Auch bei den Asian Indoor Games 2009 im vietnamesischen Hanoi war E-Sport Wettkampfsport. Mit Counter-Strike, StarCraft: Brood War und DotA Allstars wurden 2009 erstmals Computerspiele, die keine reale Sportart simulieren, Disziplin bei den Asian Indoor Games. E-Sport wurde nach Zusammenlegung der Asian Indoor Games und Asian Martial Art Games Bestandteil der Asian Indoor & Martial Arts Games, die 2013 erstmals im südkoreanischen Incheon ausgetragen wurden.

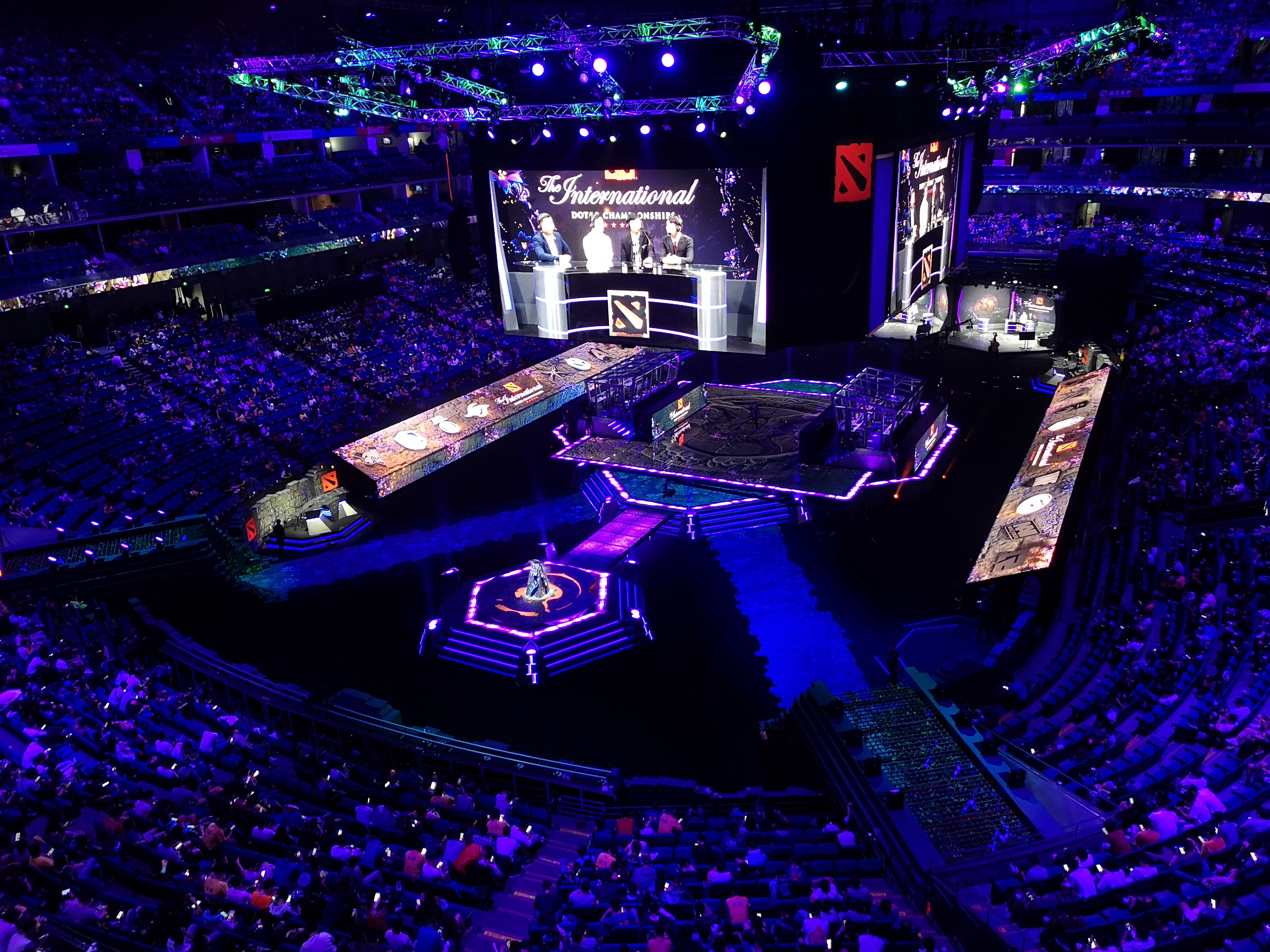
Das The International Turnier 2019 in der Mercedes Benz Arena

In Südkorea wurden über 200.000 Arbeitsplätze geschaffen, die mit E-Sport in Verbindung stehen, und mit über 10 Millionen Südkoreanern hat bereits jeder fünfte Südkoreaner einmal StarCraft gespielt. Finalspiele der größten StarCraft-Ligen zogen in Südkorea bis zu 100.000 Zuschauer an. In Deutschland wurden die Finals der ESL Pro Series von bis zu 5.000 Zuschauern vor Ort und von über 40.000 Zuschauern via IPTV verfolgt. In Österreich kamen knapp 2.000 Zuschauer zu den Finalen der ESL Pro Series. Das Finale League of Legends World Championship 2013 verfolgten über 10.000 Zuschauer im Staples Center in Los Angeles. Die Karten waren innerhalb von einer Stunde ausverkauft. Mit dem Dota-2-Turnier The International und dem Riot League of Legends World Championship fanden 2013 zwei Wettkämpfe mit einem Preisgeld von mindestens 2.000.000 US-Dollar statt. Seit dem Jahr 2014 erreicht das The International jedes Jahr ein Preisgeld von über 10 Millionen US-Dollar. Das Turnier ist mit diesem Preisgeld seither der höchstdotierte Wettbewerb seiner Art im E-Sport. Riot Games, der Konkurrent von Valve im Bereich Multiplayer Online Battle Arena, hat mit der World Championship 2014 das erste Mal ein Turnier länderübergreifend organisiert. Die Gruppenphasen wurden in Singapur und Taipeh abgehalten. Während das Finale am 19. Oktober 2014 im Seoul-World-Cup-Stadion vor mehr als 40.000 Zuschauern stattfand. Damit verfolgt Riot weiterhin das Ziel, E-Sports-Turniere in großen Sportarenen auszutragen. Außerdem wurde das Finalspiel, wie schon vorher The International 4 auf ESPN3 live gezeigt.
Es gibt keine genauen Zahlen über die Anzahl der E-Sportler weltweit. Die Zahl der E-Sportler in Deutschland schwankt von Quelle zu Quelle und reicht von nahezu 1.500.000 bis zu über 4.500.000 organisierten E-Sportlern. In Europa werden circa 22.000.000 Spieler dem E-Sport zugeordnet. Die Global Gaming League (inklusive Clanbase) gab an, über 1.500.000 Mitglieder zu haben. An den World Cyber Games 2005 haben ungefähr 1.250.000 Spieler teilgenommen und in der Electronic Sports League sind nach eigenen Statistiken über 4.400.000 Spieler registriert, von denen über 1.900.000 Spieler aktiv sind. Die Veranstalter des Electronic Sports World Cup gehen davon aus, dass 2007 über 500.000 Spieler an ihren Qualifikationsturnieren teilnahmen.

## Spielbetrieb

### Professionelle E-Sportler
Professionelle E-Sportler werden häufig Progamer oder Pro-Gamer (kurz für professional gamer, zu Deutsch Professioneller Spieler) genannt. Im Gegensatz zu Amateur-E-Sportlern wird E-Sport von professionellen E-Sportlern beruflich oder zum Erwerb des eigenen Lebensunterhalts als Erwerbstätigkeit ausgeübt. Das Können (englisch Skill) der professionellen Spieler hebt sich von dem der durchschnittlichen Spieler auf den Gebieten der Hand-Augen-Koordination, des Spielverständnisses, des taktischen Verständnisses und in teamorientierten Disziplinen der Fähigkeit zum Teamplay stark ab. Es gibt daneben Amateur-E-Sportler, die ähnlich hohe Leistungen erbringen und sich ebenfalls Progamer nennen. Wettkampfveranstalter verwenden die Bezeichnung Pro ebenfalls.

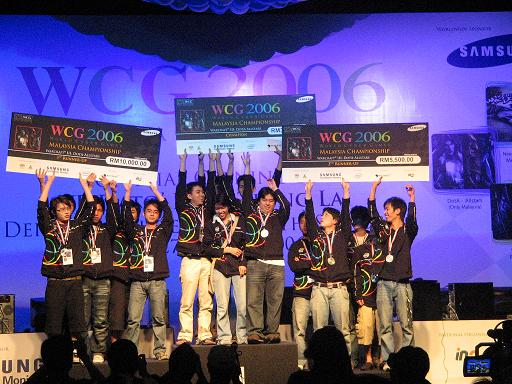
Die Gewinner der malaiischen World Cyber Games 2006 in der Disziplin DotA mit ihren Siegerschecks

Wie in anderen Sportarten halten oder verbessern professionelle E-Sportler ihre Fähigkeiten durch spezielle Programme und Trainingseinheiten. Viele der Profis der ersten Generation stammen aus Korea. Mittlerweile gibt es professionelle E-Sportler in Europa, Nordamerika und in anderen Teilen Asiens.
Einer der ersten professionellen E-Sportler war der Quakeworld- und Quake-II-Spieler Dennis „Tresh“ Fong. Seinen ersten Erfolg erzielte er bereits 1995 bei dem Doom-2-Turnier Deathmatch ’95. Zu seinen zahlreich errungenen Preisen zählt unter anderem ein 1987er Ferrari 328 GTS von John Carmack. Die bekanntesten Progamer der ersten Stunde sind StarCraft-Spieler Lim Yo-hwan aus Südkorea und der Quake-Spieler Johnathan „Fatal1ty“ Wendel aus den Vereinigten Staaten, die beide im Jahr 1999 ihren internationalen Durchbruch hatten. Lim-Yo-Hwan hatte zu aktiven Zeiten einen Internet-Fanklub mit über 600.000 Mitgliedern. Der niederländische Painkiller-Spieler Sander „Vo0“ Kaasjager verdiente allein 2005 Preisgelder im Wert von knapp 250.000 US-Dollar. In verschiedenen Turnieren des Jahres 2005 kämpften E-Sportler um Preisgelder von über 5.000.000 US-Dollar. Topspieler in Südkorea verdienen jährlich bis zu 230.000 US-Dollar. Der spanische E-Sportler Carlos „ocelote“ Rodríguez gab in einem Interview mit der spanischen ABC an, dass er 2013 durch Gehalt, Merchandising, Preisgelder, Werbeverträge und Streaming zwischen 600.000 und 700.000 Euro verdient hat.
Wie in anderen Sportarten gibt es im E-Sport eine Kommerzialisierung. Sponsoring und Werbung sind wichtige Finanzquellen im E-Sport. Neben Unternehmen mit technischem Hintergrund treten vor allem werbetreibende Unternehmen auf, die im klassischen Sport bereits Sponsoring betreiben. Professionelle E-Sportler beziehen häufig von ihrem Clan ein monatliches Gehalt. Dazu kommen Preisgelder und Zuwendungen aus Sponsorenverträgen, die gleichzeitig die Haupteinnahmequellen der Spieler darstellen. Es gibt E-Sportler, die in Werbekampagnen auftreten und als Testimonial für Produkte werben. Nicht eingehaltene Zahlungsversprechen von Gehältern oder Turnierpreisgeldern treten im E-Sport noch häufig auf.
Frauen sind im E-Sport unterrepräsentiert und in der Vergangenheit häufig Sexismus ausgesetzt worden. Es gibt auch E-Sportler mit Behinderung, die den Sport professionell ausüben. Der Koreaner Seung Hyun Park, der unter dem Namen Space Warcraft III spielte, konnte trotz Erkrankung an Muskeldystrophie Wettbewerbe gegen Spieler ohne Behinderung gewinnen.

### Mannschaften
Organisierte Mannschaften und Vereine heißen im E-Sport traditionell Clans. Der Begriff entstammt dem Computerspiel Quake, in welchem sich Spielervereinigungen offiziell als Clan registrieren lassen konnten. Im Laufe der Zeit hat er sich als Bezeichnung für Vereinigungen von Computerspielern etabliert. Bei MMORPGs haben sich zudem die Bezeichnungen Gilde, Bündnis und Allianz durchgesetzt. Ein Großteil der Clans ist rechtlich gesehen eine Sammlung von einzelnen Personen, es gibt aber auch Clans, die als Verein, Personen- oder Kapitalgesellschaft firmieren. Laut dem Deutschen eSport-Bund gibt es 2005 in Deutschland circa 40.000 Clans. Mittlerweile gibt es auch traditionelle Sportvereine, die E-Sport Mannschaften beherbergen. Im Mai 2022 hat die DFL beschlossen, dass jeder Verein der 1. und 2. Bundesliga ab der Saison 2023/24 mindestens ein E-Sports-Team stellen muss, das im Rahmen des „eFootball“-Wettbewerbs gegen die anderen virtuellen Bundesliga-Clubs antreten muss. International sind Galatasaray Istanbul, FC Valencia, Manchester City, Sporting Lissabon, FC Santos, PSV Eindhoven, Ajax Amsterdam oder der FC St. Gallen Beispiele.

### E-Sport als Breitensport
Seit Mitte der 2010er Jahre werden in Deutschland immer mehr Breitensportvereine gegründet. Die Aufgaben solcher Vereine sind vor allem die Aufklärung zum Thema E-Sport, Jugendarbeit, Suchtprävention, die Vermittlung von Medienkompetenzen, politische Lobbyarbeit auf kommunaler und regionaler Ebene sowie die Funktion der Sozialisierung der eigenen Mitglieder in Form von Vereinsheimen. Darüber hinaus nehmen die Vereinsmitglieder an Wettbewerben teil, organisieren eigene Events und veranstalten LAN-Partys.
Beispiele für derartige Vereine sind der Dortmund eSports e. V., der eSports Nord e. V., der Magdeburg eSports e. V. oder der Leipzig eSports e. V. Letzterer wurde im Dezember 2017 über die Jugendarbeit als erster E-Sport Verein in Deutschland als gemeinnützig anerkannt. Mit der Organisation eSport Rhein-Neckar (ERN) wurde 2017 E-Sport in Deutschland erstmals als offizielle Sportart in einen traditionellen Sportverein aufgenommen. konkret beim TSV 1895 Oftersheim.
Im deutschsprachigen Raum gibt es eine Hochschulliga, die sogenannte Uniliga, als Amateurwettbewerb für Studierende.

### Disziplinen
Im E-Sport sind die am stärksten vertretenen Computerspiel-Genres Echtzeit-Strategiespiele, hier vor allem das Unter-Genre der Multiplayer-Online-Battle-Arena-Spiele, Battle-Royale-Spiele und Ego-Shooter, hier vor allem Taktikshooter. In diesen Genres gibt es einzelne Computerspiele, die professionell und im sportlichen Wettkampf gegeneinander gespielt werden. Dabei bleiben die meisten professionellen E-Sportler bei einem Computerspiel oder einem Genre. Der Professionalisierungsgrad der einzelnen Disziplinen ist meist abhängig von der Anzahl der aktiven Spieler, der Unterstützung der Computerspiel Hersteller, Sponsoren sowie Wettkampfveranstalter. Die Stand Januar 2014 populärsten Computerspiele im E-Sport sind Counter-Strike: Global Offensive, Dota 2, League of Legends und StarCraft II. Counter-Strike: Global Offensive, Dota 2 und League of Legends werden meist in Mannschaften und im Modus 5 gegen 5 gespielt. StarCraft II wird vorrangig als Individualsport praktiziert. Durch den technologischen Fortschritt und darauf immer wieder angepasste Computerspiele unterliegen Disziplinen im E-Sport einer hohen Dynamik. Counter-Strike: Global Offensive wird im Jahr 2023 durch den Nachfolger Counter-Strike 2 abgelöst. Im Mai 2023 fand das letzte große Major-Turnier in der Disziplin Counter-Strike: Global Offensive statt. Mit dem Blast Premier: Spring Final 2023 endete im Juni 2023 das letzte große Turnier in Counter-Strike: Global Offensive.

### Ausrüstung
E-Sport kann nicht ohne Ausrüstung betrieben werden. Grundvoraussetzung ist ein mit dem jeweiligen Computerspiel kompatibler Computer oder Spielkonsole. Insbesondere bei den Computern werden von Profis meist sehr leistungsstarke Computer eingesetzt, damit das Spiel bestmöglich gespielt werden kann. Der Streaming-Software Anbieter Twitch empfiehlt als Mindestvoraussetzung zum Beispiel Core i5-4670 oder einen vergleichbaren AMD-Prozessor und acht Gigabyte Arbeitsspeicher. Beim Internetzugang ist neben einer hohen Datenübertragungsrate eine niedrige Paketumlaufzeit wichtig. Daneben gibt es spezielle Peripheriegeräte, die je nach Spielgenre eingesetzt werden. Für E-Sportler gibt es leistungsstarke Computermäuse, Tastaturen, Headsets (oder alternativ Mikrofon plus Kopfhörer), Webcams und Gamepads, die für eine dauerhaft starke Beanspruchung ausgelegt sind. Für Mäuse existieren zusätzliche Hilfsmittel wie Mouse Bungee, Mouse Skatez oder spezielle Gaming-Mousepads, welche die Genauigkeit der Mausbewegung verbessern. Auf den Bereich der E-Sport haben sich eigene Unternehmen wie Fanatec, Schenker Technologies, Speed-Link Raptor Gaming oder Razer spezialisiert. Softwareseitig werden Kommunikationstools wie TeamSpeak oder Discord eingesetzt.
Neben der Hardware ist zudem die Software entscheidend. Weit verbreitete Streaming-Software-Anwendungen sind Twitch Studio, XSplit sowie die unter Gamern sehr beliebte Open Broadcaster Software, kurz OBS.

### Training

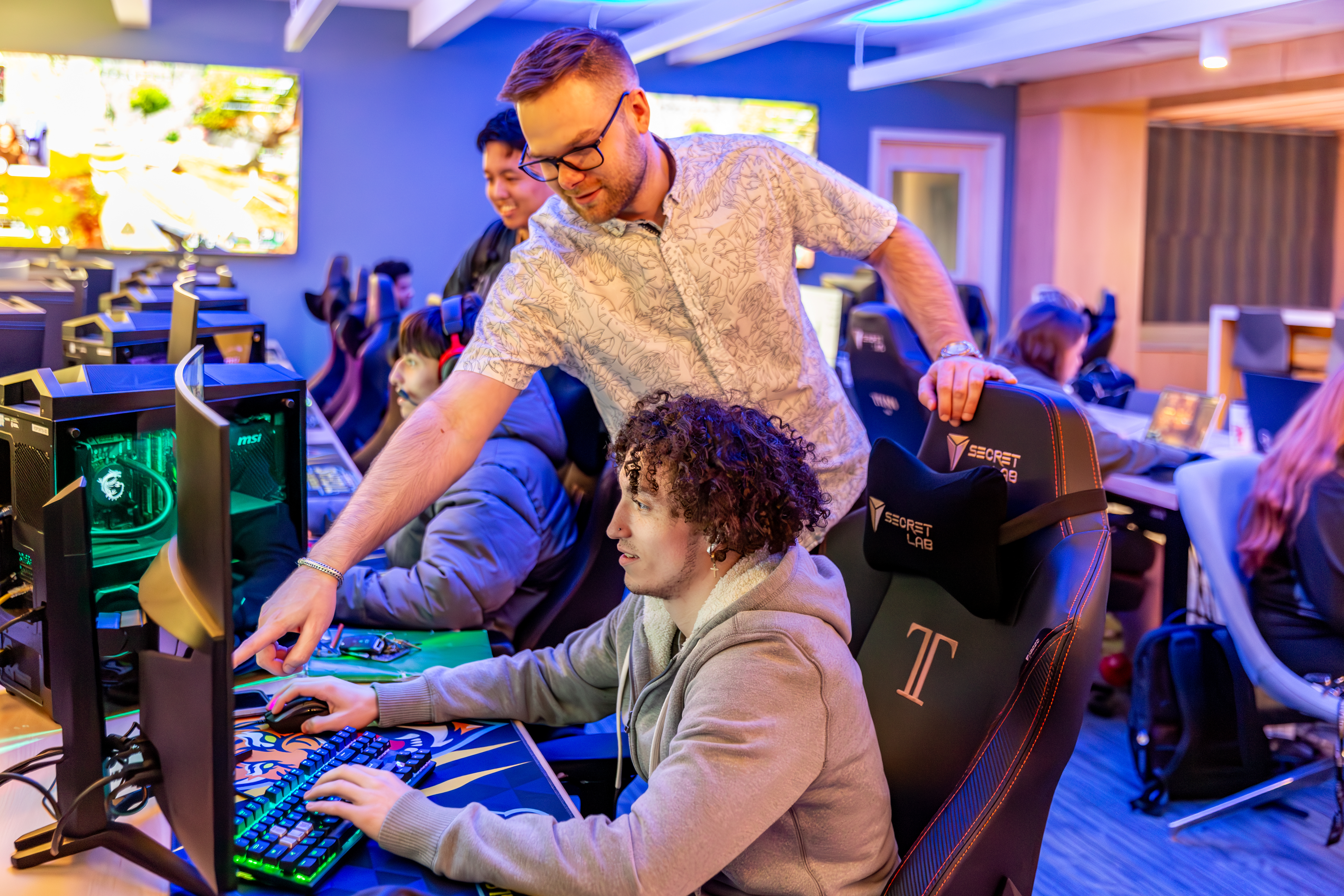
Charakteristische Trainingssituation

Das Training richtet sich nach den speziellen Anforderungen der Spiele. Es wird sowohl online als auch offline trainiert. Trainingslager, die offline stattfinden, werden im E-Sport als Bootcamp bezeichnet. Im Offline-Training von Mannschaften werden insbesondere Taktiken für einen bevorstehenden Wettkampf trainiert und perfektioniert. Dabei übernimmt meist ein Spieler in der Rolle des Mannschaftskapitäns auch die Rolle des Trainers. Eine spezifische Trainerausbildung gibt es im E-Sport bislang nicht. Dennoch gibt es in professionellen Teams vereinzelt Trainer. In Individualdisziplinen, die im Duell zwischen zwei Spielern ausgetragen werden, suchen sich die Spieler häufig feste Trainingspartner, um Strategien und Taktiken zu erarbeiten.
Die Trainingsstrukturen sind im Vergleich mit anderen Sportarten unterentwickelt. Eine Studie von Jörg Müller-Lietzkow im Jahr 2006 ergab, dass lediglich 50 % der E-Sportler einen Kompensationssport betreiben. Das Team Alternate Attax war die erste deutsche Mannschaft, die ein eigenes Trainingshaus betreibt und es seinen Spielern auf dem Gelände ermöglicht Hallenfußball oder Badminton als Ausgleich zu spielen.

### Clanwars
Das direkte Antreten zweier Mannschaften im E-Sport wird traditionell als Clanwar bezeichnet. Im Zuge der Professionalisierung des E-Sports wird der weniger martialische Begriff Match verstärkt verwendet. Ein Clanwar kann entweder online über das Internet oder offline während einer LAN-Party stattfinden. Dabei wird je nach Computer eine Verbindung zwischen den Kontrahenten durch einen Gameserver oder durch das Hosten eines Wettkampfteilnehmers ermöglicht. Es wird zwischen Clanwars im Ligabetrieb und so genanntem Funwar (auch Friendly War) unterschieden, die einem Freundschaftsspiel entsprechen. Die Abkürzungen CW (für einen Clanwar, der in die Wertung einer Liga eingeht) und FW (Funwar) sind gebräuchlich.

### Wettkampfveranstalter
Wegen des Fehlens eines weltweit oder national anerkannten Dachverbandes treten Spieler und Teams in Ligen und Turnieren verschiedener Veranstalter an. Diese können sich zeitlich überschneiden. Das kann dazu führen, dass ein Spieler während einer Spielsaison an mehreren Turnieren und Ligen teilnimmt. Die Electronic Sports League (ESL) ist mit über 1,9 Millionen aktiven Spielern und über einer halben Million Teams die größte Liga ihrer Art. Innerhalb der ESL werden diverse Ladder, Ligen und Turniere Ligen angeboten. Die ESL Pro Series galt in Deutschland als E-Sport-Bundesliga. E-Sport-Ligen für Konsolenspieler waren die PlayStation LIGA, die Consoles Sport League und die EXG – European Xtreme Gamers. Neben eigenständigen Ligen treten häufig die Hersteller oder Publisher der Computerspiele als Wettkampfveranstalter für ihre eigenen Disziplinen auf.
Als Ladder (Entlehnung aus dem Englischen für „Leiter“) wird im E-Sport eine Rangliste bezeichnet, die wie beim Schach meist nach dem Elo-System bestimmt wird. Bereits in den Anfängen des netzwerkbasierten E-Sports wurden Laddersysteme unter anderem in der ClanBase eingesetzt, um die besten Quake-II-Spieler zu ermitteln. Eine Ladder dient häufig zur Qualifikation für professionelle Ligen und Turniere. Turniere werden im E-Sport meist im Double-Elimination-System ausgespielt. Teilweise werden auch K.-o.-System und Kombinationen aus K.-o.-System und Rundenturnier angewendet. Internationale Turniere sind meist mit mehr Prestige und Preisgeld ausgestattet als ihre Ligapendants. Ein bekanntes internationales E-Sport-Turnier waren die World Cyber Games. Aufgrund des fehlenden E-Sport-Weltverbands finden keine offiziellen Weltmeisterschaften statt und es gibt mehrere Wettkampfveranstalter, die ihr Turnier als Weltmeisterschaft bezeichnen. In der Zeit, als der Deutsche eSport-Bund bestand, wurden die Sieger der ESL Pro Series als Deutscher Meister vom Verband anerkannt. Die Sieger der ESL Pro Series Alpen (Österreich, Schweiz, Liechtenstein) hißen Alpenmeister.

### Betrug
Betrug innerhalb eines Computerspiels wird als Cheating bezeichnet. Beim Cheaten werden Konfigurationen manipuliert, versteckte Befehle der Spielentwickler genutzt oder zusätzliche Programme benutzt, um sich einen Vorteil zu verschaffen. Wird ein Cheater überführt, so drohen ihm Strafen oder der direkte Ausschluss aus der Liga respektive dem Turnier. Die Entwickler der Spiele arbeiten an einer Vielzahl von Mitteln, um das Cheaten in Wettkämpfen zu verhindern. Beispielsweise kann der Serveradministrator per Option oder Befehl Cheats deaktivieren. Dies schützt lediglich vor im Programm eingebauten Cheats. Unabhängige Programme wie ESL, Wire, PunkBuster, oder Valve Anti-Cheat versuchen, das Cheaten zu unterbinden und im Falle des Cheatens nachweisbar zu machen.
Zusätzlich gibt es auch Betrugsfälle außerhalb der Spiele. Eine Form ist das sogenannte Account-Sharing, bei dem sich Spieler in Online-Turnieren von anderen E-Sportlern vertreten lassen. Wie in anderen Sportarten gibt es im E-Sport Spielmanipulationen. Im Rahmen eines Wettskandals wurden elf StarCraft-Spieler von der Korean e-Sports Association gesperrt, nachdem ihnen vorgeworfen wurde, durch die Herausgabe von internen Informationen und das absichtliche Verlieren von Spielen die erwünschten Ergebnisse (auf die zuvor gewettet wurde) zu erzielen.
Anfang 2014 wurde ein weiterer Wettskandal bekannt. Der Manager Noh Dae Chul zwang sein League-of-Legends-Team, zu verlieren, um gegen sie zu wetten und mit den Gewinnen seine Schulden decken zu können. Der Spieler Cheon „Promise“ Min-ki überlebte einen Suizidversuch schwer verletzt. Er schrieb einen Abschiedsbrief auf der koreanischen Website Inven, durch den der Betrugsfall aufflog. Er war offenbar wegen familiärer Probleme depressiv und wollte aufgrund der zwangsweise beendeten Karriere seinem Leben ein Ende setzen.
Sowohl Videospiele-Publisher, Verbände und Organisationen fordern und fördern Fair Play im E-Sport. Professionelle E-Sportler werden dazu angehalten sich ethisch zu verhalten und sich durchgehend sowohl an die Regeln der Wettbewerbe, Verbände und Teams zu halten, als auch Fairness an den Tag zu legen. Es ist gängige Praxis und wird als gute Etikette angesehen, wenn nach einer Niederlage gg (für good game, englisch für gutes Spiel) vom Unterlegenen sowie vom Sieger geschrieben wird.
Im Juli 2015 gestand der kanadische CS:GO-Spieler Kory „Semphis“ Friesen während der ESL One Katowice 2015 das Amphetamin Adderall zu sich genommen zu haben und verdächtigte weitere Spieler des Drogenmissbrauchs. Die Electronic Sports League kündigte daraufhin an in Zusammenarbeit mit der Nationalen Anti-Doping Agentur bei der ESL One Cologne 2015 erstmals stichprobenartig Dopingtests durchzuführen.
Mit der International e-Sport Federation ist ein E-Sport-Verband Mitglied der World Anti-Doping Agency.
Mittlerweile haben Betrugsfälle im E-Sport auch Auswirkungen auf reale Rennfahrerkarrieren. Aufgrund der COVID-19-Pandemie wurde im März 2020 auch die FIA Formel-E-Meisterschaft unterbrochen und zur Überbrückung ein virtueller E-Sport-Wettbewerb gestartet. Beim fünften Rennen saß der Rennfahrer Daniel Abt nicht selbst am Steuer, sondern ließ an seiner Stelle den österreichischen E-Sports-Profi Lorenz Hörzing fahren. Die Täuschung fiel auf und ihm wurden vom Veranstalter der Formel-E alle bisherigen Punkte aberkannt. Zudem musste Abt 10.000 Euro an eine Wohltätigkeitsorganisation spenden. Kurz danach wurde Abt von Audi Sport mit sofortiger Wirkung suspendiert.
Jüngste Untersuchungen zeigen, dass Betrugsmethoden im E-Sport nach wie vor ein relevantes Problem darstellen. So haben Forscher der Europa-Universität Viadrina auf Basis des spieltheoretischen Nash-Gleichgewichts ermittelt, dass es sich für Betrüger monetär eher lohnt unfair zu spielen als sich an die Regeln zu halten. Insbesondere das Thema Doping sei ein vermehrt aufkommendes Problem im elektronischen Sport, so eine Untersuchung der Universität Lausanne.

## E-Sport als Basis für reale Aktivitäten
Seit 2008 veranstaltet die GT Academy eine Kombination aus E-Sport-Turnieren und Rennfahrerschule, und bis 2014 haben mehr als 5 Millionen Teilnehmer über ihre PlayStation an der GT Academy teilgenommen, und 16 Teilnehmer eine internationale Motorsportkarriere gestartet.
Das Programm besteht aus vier verschiedenen Phasen. Phase eins wird nur virtuell auf PlayStations absolviert, die Teilnehmer treten als Spieler in der Rennsimulation Gran Turismo gegeneinander an. Phase zwei wird dann durch Praxis-Übungen ergänzt. Im Race Camp steht die Ausbildung im Vordergrund. Phase vier besteht aus dem Fahrer-Entwicklungsprogramm, mit Qualifizierung zur Fahrerlizenz und Einstieg in den realen Motorsport.

## Forschung zum E-Sport
Aufgrund der zunehmenden Relevanz des E-Sports in der Gesellschaft, wird seit einigen Jahren die Forschung zum E-Sport in Deutschland forciert. An der juristischen Fakultät der Universität Augsburg wurde im Jahr 2019 die Forschungsstelle für E-Sport-Recht gegründet. An der Hochschule für angewandtes Management in Ismaning ist es möglich den Bachelor of Arts eSports Management zu erwerben. Andere Hochschulen bieten Module und Forschungsarbeiten an. So bietet die Europa-Universität Viadrina in Frankfurt (Oder) im Rahmen des Masterstudiums International Business Administration das Modul E-Sports: Economics & Management an. Mit Esportionary wurde im Jahr 2019 die deutschlandweit erste Denkfabrik gegründet, die sich ausschließlich mit dem E-Sport beschäftigt. An der renommierten Deutsche Sporthochschule Köln wurde in Zusammenarbeit unter anderem mit der AOK Rheinland/Hamburg das Projekt esportwissen.de ins Leben gerufen, um intensiver im Forschungsfeld E-Sport tätig sein zu können. An der Fachhochschule Westküste ist gemeinsam mit Nielsen Sports eine umfassende Marktanalyse zum E-Sport entstanden, die über vier Jahre lang aktualisiert worden ist. Später wurde diese auch im Meyer & Meyer Verlag als Buch herausgebracht und um weitere Inhalte ergänzt. Darüber hinaus werden immer mehr Studien-, Bachelor- und Masterarbeiten sowie Dissertationen an deutschen Hochschulen zum Thema E-Sport geschrieben.
Im Jahr 2020 wurde das Esports Research Network gegründet. Das Netzwerk dient Forschern auf der ganzen Welt, um Veranstaltungen zu koordinieren, Ergebnisse auszutauschen und Veröffentlichungen zu präsentieren. Auch im Jahr 2020 wurde das International Journal of Esports als reines Wissenschaftsjournal für E-Sport gegründet. Initiator war ein Wissenschaftler der University of Leeds. Im Jahr 2022 erfolgte die Gründung des Journal of Electronic Gaming and Esports, initiiert von einem Wissenschaftler der St. John’s University.
Die Fernhochschulen IU Internationale Hochschule, Deutsche Sportakademie und Europäische Fernhochschule Hamburg bieten seit dem Jahr 2022 E-Sport-Module, Lehrgänge beziehungsweise Studiengänge an. Auch die Fernuniversität in Hagen nähert sich dem Thema, ohne aber bisher eigene Studieninhalte anzubieten.

## Verbände und Organisationen

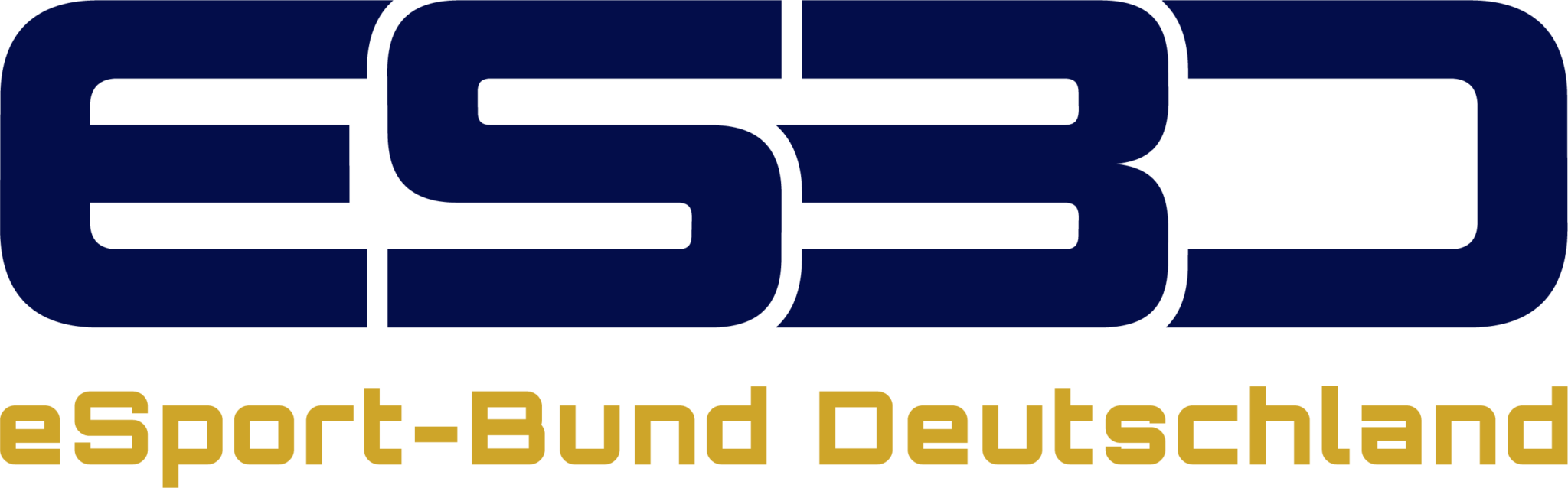
Logo des ESBD

Mit steigender Popularität und Professionalisierung des E-Sports wurden nationale und internationale Verbände und Organisationen mit dem Ziel gegründet, den E-Sport mannigfaltig zu fördern. Der erste nationale E-Sport-Verband ist die Korean e-Sports Association (kurz: KeSPA), die im Jahr 2000 gegründet wurde. Die KeSPA ist offizielle Mitgliedsorganisation des Korean Olympic Committees. In Deutschland entstand Ende 2003 der Deutsche eSport Verband (kurz: DeSpV) und kurze Zeit später der Deutsche eSport Verband e. V. (kurz: DeSV). Die beiden Verbände fusionierten am 11. Dezember 2004 zum Deutschen eSport-Bund (kurz: ESB). Ein Ziel des ESB war die Anerkennung des E-Sport als Sportart durch die Aufnahme in den Deutschen Sportbund, der am 20. Mai 2006 mit dem Nationalen Olympischen Komitee für Deutschland zum Deutschen Olympischen Sportbund (DOSB) verschmolzen ist. Seit 2011 ist der Verband inaktiv, es gibt damit nach Stand von Januar 2014 keinen deutschen E-Sport-Verband. Mit der Gründung des eSport-Bund Deutschland erfolgte im November 2017 ein neuer Anlauf zur Etablierung eines Dachverbandes im E-Sport in Deutschland. Im Januar 2020 erfolgte die Gründung der eSports Player Foundation, die als Pendant zur Deutschen Sporthilfe im E-Sport fungieren wird. In Österreich wurde Ende 2007 der eSport Verband Österreich (kurz: esvö) gegründet. Er hat das Ziel die Koordination, Förderung, Verbreitung, Vertretung und Weiterentwicklung des E-Sportwesens sowie der darin tätigen Personen zu fördern. Der esvö wird vom Bundesministerium für Gesundheit, Familie und Jugend gefördert.
Am 11. August 2008 wurde während des eSports Symposium 2008 in Seoul die International eSports Federation (kurz: IeSF) gegründet. Gründungsmitglieder sind die nationalen E-Sport-Verbände von Belgien (Belgian Electronic Sports Federation), Dänemark (eSport Danmark), Deutschland (Deutscher eSport-Bund), Niederlande (Nederlandse Electronic Sport Bond), Österreich (eSport Verband Österreich), Schweiz (Swiss E-Sports Federation), Südkorea (Korea e-Sports Association), Taiwan (Taiwan eSports League) und Vietnam (e.Sports Vietnam). Stand Januar 2018 hat die IeSF 46 Mitgliedsnationen. 2013 trat die International eSport Federation der Welt Antidoping Agentur WADA bei und hatte das Ziel ab 2014 der Sportaccord beizutreten. Bei der SportAccord Convention 2014 in Belek wurde dieses Ziel verfehlt. Es wurde angekündigt den Beitritt 2015 anzuvisieren. Die Absicht wurde am 15. April 2016 wiederholt. Am 23. April 2014 wurde die IeSF offizielles Mitglied der Trim and Fitness International Sport for All Association. Am 21. April 2015 gab der Weltleichtathletikverband International Association of Athletics Federations eine Partnerschaft mit dem IeSF im Rahmen des sozialen Programms Athletics for a Better World bekannt. Am 15. April 2016 gab die IeSF bekannt, sich um eine Anerkennung durch das Internationale Olympische Komitee zu bemühen und einen entsprechenden Antrag am 19. Februar eingereicht zu haben. Eine erste Bewertung soll im Dezember 2016 erfolgen.
Im April 2019 wurde mit der Berliner Erklärung ein europäischer E-Sport-Verband angekündigt. Dieser wurde im Februar 2020 gegründet. Die Gründung stieß auf teilweise massive Kritik, insbesondere, weil einige etablierte E-Sport-Organisationen einen Verband ablehnen, der nicht aus ihrer Mitte heraus entstanden sei.

## Medien und Öffentlichkeit
In der Öffentlichkeit wird E-Sport sowohl negativ als auch positiv dargestellt. Von Politikern und Medien wird häufig der negativ konnotierte Begriff Killerspiel für die im E-Sport häufig gespielten Ego-Shooter verwendet. Dadurch wird suggeriert, dass es im E-Sport vorrangig um den Umgang mit virtuellen Waffen oder das Töten von virtuellen Gegnern geht und nicht der sportliche Wettkampf im Vordergrund steht. In den Medien wird im Zusammenhang mit E-Sport zudem häufig über mögliche und tatsächliche negativen Folgen von übermäßigen Computerspielen und Internetabhängigkeit berichtet. Gleichzeitig haben alle großen Print- und TV-Medien positiv über Leistungen deutscher E-Sportler berichtet. Eine zunehmende Akzeptanz des E-Sport in den Medien zeigt sich 2006 zum Beispiel in einem Artikel des Spiegel Online, in dem Counter-Strike als Volkssport beschrieben wurde.

### Berichterstattung

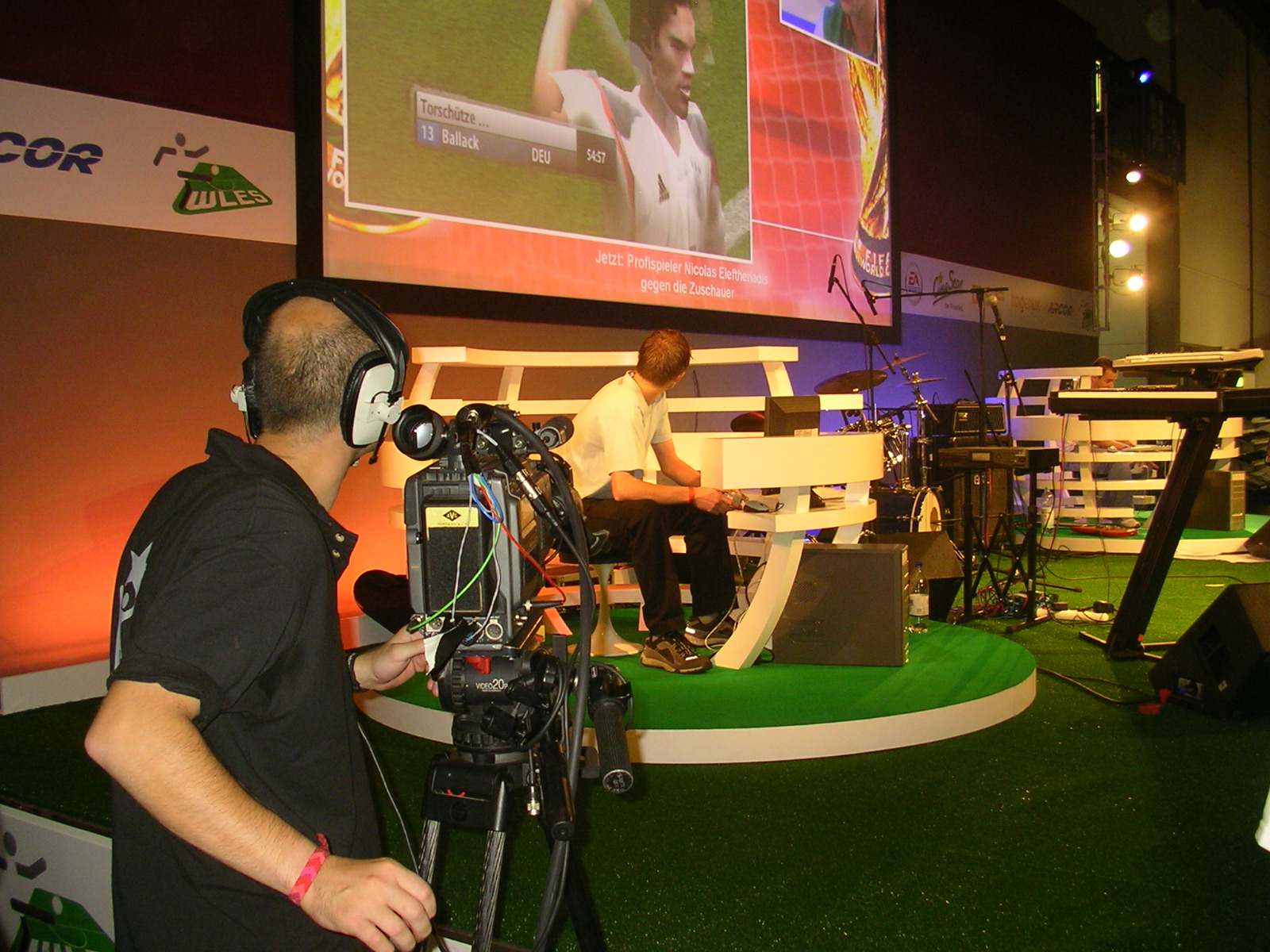
Aufzeichnung von screen-shot – die eSport Bundesliga für das DSF

In den USA gab es mit Starcade (1982–1983 auf WTBS), in Großbritannien mit GamesMaster (1992–1998 auf Channel 4) und in Australien mit A*mazing (1994–1998 im Seven Network) Fernsehsendungen, bei denen der Wettkampf mit Computerspielen im Fokus stand. Am 20. Juli 1986 erschien in Japan der Film Game King: Takahashi-Meijin vs. Mori-Meijin in dem sich Toshiyuki Takahashi und Kiminobu Moori einen Wettkampf im Shoot ’em up Star Soldier liefern.
Die Berichterstattung über E-Sport findet größtenteils online statt. Neben den Websites der Clans und Spieler haben sich unabhängige journalistische Angebote gebildet. Im deutschsprachigen Raum waren lange Zeit 2014 readmore und Fragster die größten E-Sport-Nachrichtenseiten. Fragster wurde 2014 geschlossen, readmore Ende 2021. Im englischsprachigen Raum nehmen diese Position esportsheaven, in Schweden rakaka und fragbite ein. Diese Websites berichten tagesaktuell über Ereignisse und Turniere im E-Sport. Computerspiele im E-Sport verfügen häufig einen Spectator-Modus, über den interessierte den Spielern beim Wettkampf zusehen können.
Am 15. März 2007 erschien in den USA zum ersten Mal die englischsprachige Zeitschrift eSports, die sich nur mit E-Sportthemen befasst. Nach nur einer Ausgabe wurde die Zeitschrift eingestellt. Ein halbes Jahr später erschien die Zeitschrift Pro Gam3r anlässlich der QuakeCon 2007 erstmals, die jedoch nach drei Veröffentlichungen wieder eingestellt wurde.
Mit GIGA eSports existierte in Deutschland eine Fernsehsendung, die samstags und sonntags über aktuelle E-Sportaustragungen und Entwicklungen berichtete. Zudem übertrug GIGA eSports freitags das iFNG (Intel Friday Night Game) der Electronic Sports League. Mit GIGA 2 gab es zudem einen IPTV-Sender, der sich hauptsächlich dem E-Sport widmete. Am 16. November 2007 wurden sämtliche Dienste von GIGA 2 eingestellt. Kurz darauf wurde das Projekt ESL TV erneut ins Leben gerufen. Vereinzelt werden weitere E-Sport Veranstaltungen im internationalen Sprachbereich übertragen. Zeitweise wurden die World-League-eSport-Spiele im deutschen Sportfernsehen in der Sendung screen-shot – die eSport Bundesliga ausgestrahlt. Ab Oktober 2008 wurden Paarungen der Virtuellen Fußball-Bundesliga live auf bwin.com per Videostream übertragen. Auch auf den öffentlich-rechtlichen Fernsehsendern wurden auf ZDFkultur und EinsPlus wurden seit 2011 bereits Sendungen mit ausschließlichen E-Sport-Inhalten gezeigt. In den Sendungen FTW – For The Win! (ZDFkultur) und Deutschlands beste Gamer (EinsPlus) wurden Spiele der Electronic Sports League Pro Series übertragen. Ein weiterer Anbieter von E-Sport-Übertragungen ist GameSports, der seit 2003 täglich mehrere Audiostreams anbietet. Bei größeren Events werden Videostreams angeboten. Mit den Streaming Anbietern Twitch können werbefinanziert E-Sport-Veranstaltungen verfolgt werden. Die Spiele einzelner E-Sportler verfolgen über 10.000 Zuschauer gleichzeitig und ein Teil der Werbeeinnahmen aus den Streams geht an die E-Sportler, so dass sie eine relevante Einnahmequelle sind. Im Durchschnitt wurden 2013 insgesamt auf Twitch jeden Monat 12 Mrd. Minuten Spielübertragung von 45 Mio. Menschen verfolgt, von denen ein Großteil auf E-Sport zurückzuführen ist.

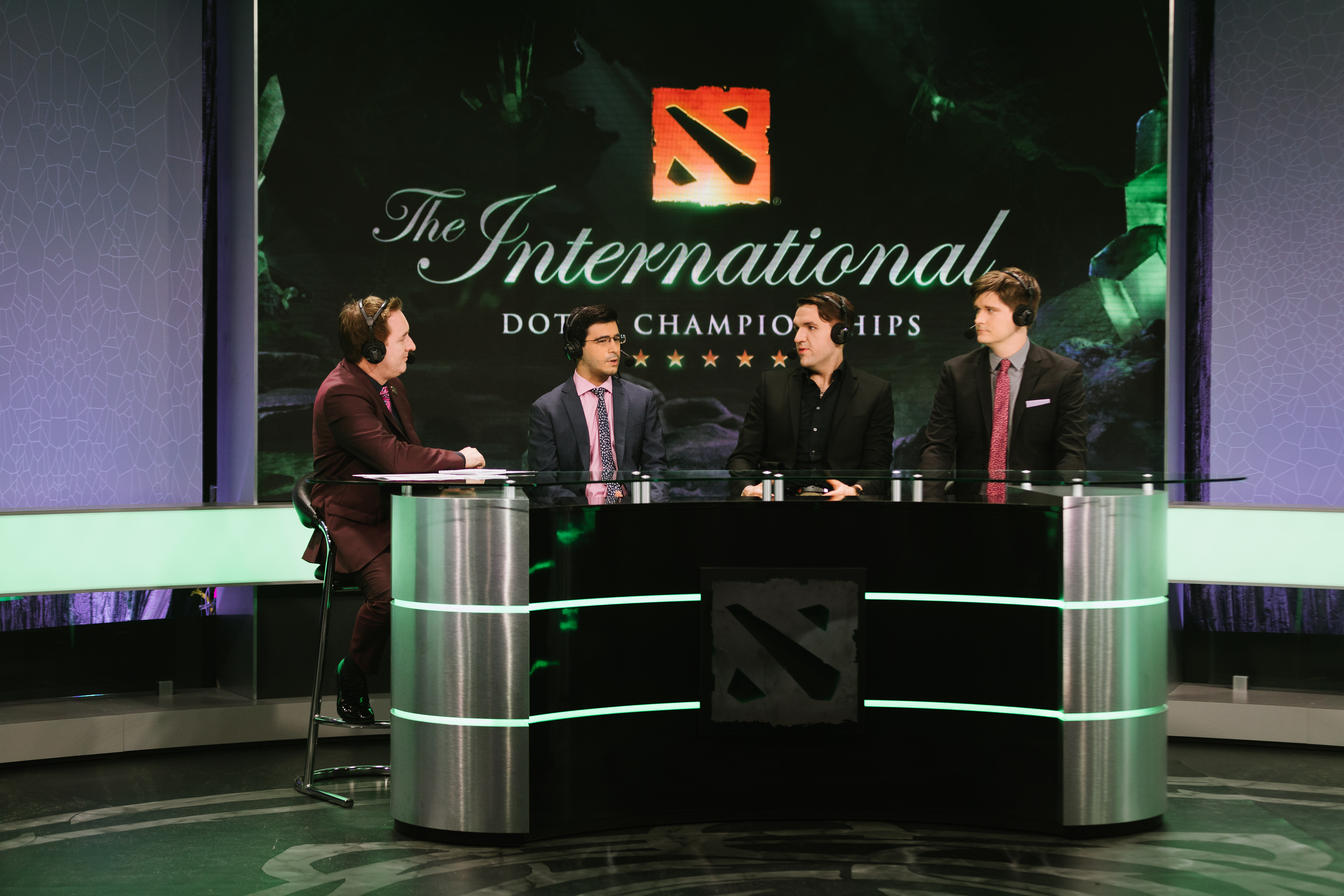
Kommentatoren und Experten

Die amerikanische Major League Gaming hat bekannt gegeben, dass 85 % ihrer Zuschauer männlich und 60 % der Zuschauer zwischen 18 und 34 Jahre alt sind. Die TV-Berichterstattung hatte in Südkorea einen großen Anteil am Erfolg im E-Sport. Das zur CJ Group gehörende Orion Network Media (ON Media) strahlte 1997 mit Prediction 98 Cyber France World Cup auf dem Fernsehsender Tooniverse erstmals eine Begegnung in FIFA: Road to World Cup 98. In Südkorea gibt es mit GOMTV, OnGameNet, MBCGame und GameTV drei Fernsehkanäle, die ausschließlich über Videospiele und E-Sport berichten. Erfolgreiche Spieler genießen in Südkorea einen ähnlichen Stellenwert wie Popstars. In den USA wurde die mittlerweile eingestellte Championship Gaming Series vom amerikanischen Fernsehsender DirecTV übertragen. In der Zielgruppe Männer zwischen 18 und 24 Jahren verfolgen in den Vereinigten Staaten mehr Zuschauer das Finale des Major League Gaming Championship als den Rose Bowl. In Japan wird seit April 2014 die Sendung eSportsMaX (jap. eスポーツMaX) auf dem Fernsehsender Tokyo MX wöchentlich ausgestrahlt.
Im Jahr 2015 widmete sich der Dokumentarfilm All Work All Play: The Pursuit of eSports Glory dem Alltag der Spieler, das Fotokunstprojekt Teen Spirit von Joscha Steffens zeigt Porträts von E-Sport-Spielern.
Seit 2019 findet sich mehr und mehr Literatur im Printbereich, unter anderem zu Themen wie E-Sport-Recht und -Trainingsbücher. Bei Meyer & Meyer, dem größten europäischen Sportverlag, wurden im Quartal 1-2021 die ersten beiden Bände der weltweit ersten analogen E-Sport-Enzyklopädie veröffentlicht. Im Januar 2022 folgten zwei weitere Veröffentlichungen.

### Anerkennung als Sportart
Durch bestimmte Regeln und der Unterscheidbarkeit von verschiedenen Disziplinen weist E-Sport-typische Eigenschaften einer Sportart auf. E-Sport wird meist als Denksport kategorisiert. Im Gegensatz zu anderen Sportarten mit Sportgeräten unterliegen die Spieler im E-Sport häufig einer Lizenz zur Nutzung des jeweiligen Computerspiels.

#### Lage in Deutschland
E-Sport ist vom Deutschen Olympischen Sportbund nicht als Sportart anerkannt. In der ZDF-Sportreportage vom 14. August 2011 werden mit Hinweis auf die eigenmotorische Aktivität einer Sportart bisherige Gründe gegen eine Anerkennung genannt:

„Unter der Geltung der jetzigen Satzungsregelung sehe ich keine Perspektive für den E-Sport-Verband, so er denn auch gemeinnützig wäre, das ist nämlich ein weiterer Grund der bisher der Aufnahme entgegen steht, Mitglied des DOSB zu werden.“

Harald Pieper, ehemaliger Leiter der Presseabteilung des Deutschen Sportbundes (DSB) und der Nachfolgeorganisationen Deutscher Olympischer Sportbund (DOSB) begründete eine Nichtanerkennung aus den Statuten des DSB. Der DOSB hat als Voraussetzung für die Anerkennung einer Sportart in seiner Aufnahmeordnung festgeschrieben, dass ihr Ziel und Selbstzweck „eine eigene, sportartbestimmende motorische Aktivität“ sein müsse. Solche eigenmotorische Leistung fehle, wie auch bei Denkspielen, dem E-Sport. Dies sei auch beim Schach so, welches aber einen Sonderstatus genießt. Dessen Organisation im DSB sei, aufgrund der Gründungsmitgliedschaft des Deutschen Schachbundes, ein „historischer Ausnahmefall“.
Im Herbst 2018 hatte der DOSB E-Sport in eGaming/virtuellen Sportarten (z. B. Counter-Strike) und Sportsimulationen (z. B. FIFA) unterteilt. Im Jahr 2019 gab der DOSB ein Rechtsgutachten von einem ehemaligen Bundesfinanzhof-Richter in Auftrag, das in 120 Seiten darlegt, dass E-Sport aufgrund der fehlenden körperlichen Betätigung aus Sicht langjähriger Rechtsprechung kein Sport sei. Der Präsident des eSport-Bunds Deutschland, Hans Jagnow kritisierte das Gutachten, da nach der Entscheidung einige Präzisionssport- und Denksportarten im DOSB, die sich über Art und nicht den Umfang der Bewegung definieren, ebenfalls nicht zulässig wären, aber bleiben dürfen, da sie einen historischen Sonderstatus genießen. Er sieht darin einen Verstoß im Gleichheitsgrundsatz. Durch die Nichtanerkennung als Sportart wird die Gemeinnützigkeit von Vereinen nicht anerkannt und es können keine speziellen Fördergelder und steuerrechtliche Ermäßigungen vergeben werden. Ebenfalls können keine speziellen Einreisebedingungen und Aufenthaltsgenehmigungen für E-Sportler erteilt werden. Der Athletiktrainer der deutschen Fußballnationalmannschaft Yann-Benjamin Kugel, der auch die E-Sportler des 1. FC Köln (SK Gaming) der virtuellen Bundesliga betreut, sagte, dass man sich nur die Belastungsprofile und Herzfrequenz ansehen muss, um zu sehen, dass der Körper mitarbeitet. Es gibt nach ihm keine Sportart, die so eine schnelle Reaktionszeit verlangt wie der E-Sport.
Auch am Bundesinstitut für Sportwissenschaft wird E-Sport nicht als Sport betrachtet. Die Sportwissenschaftlerin Carmen Borggrefe weist darauf hin, dass Kriterien wie erhöhter Herzschlag, hohe koordinative Anforderungen, Reaktionsfähigkeit oder der Trainingsaufwand sowie die Existenz von Wettbewerben auch auf andere gesellschaftliche Bereiche wie Musik zutreffen würden. Bei allen Sportarten gehe es dagegen um die Kommunikation von körperlicher Leistung, beim E-Sport sei dies nicht gegeben.
Dass E-Sport in Deutschland nicht anerkannt ist, liegt laut E-Sport-Vertretern zum Teil an der geringen Technologieakzeptanz in Europa, aber auch an der im oberen Abschnitt beschriebenen negativen Wahrnehmung von Computerspielen. Zudem sei die Beschreibung dieses Sports nicht einfach, da sich laut Fachliteratur Sport begrifflich nicht eindeutig respektive präzise abgrenzen lasse. Es handele sich um einen weltweit verwendeten umgangssprachlichen Begriff. So verstünden viele Menschen unter Sport schweißtreibende körperliche Ertüchtigung, die beim E-Sport nicht gegeben ist. In einem von der Piratenpartei Berlin angefragten Gutachten über Voraussetzungen und Auswirkungen der Anerkennung von eSport als Sportart kommt der Wissenschaftliche Parlamentsdienst des Abgeordnetenhauses von Berlin zum Ergebnis, dass eSport […] nach derzeitiger Rechtslage nicht als Sport im rechtlichen Sinne anzusehen und deshalb rechtlich nicht als Sportart anerkennungsfähig ist. Im Bundestagswahlkampf 2017 forderte die FDP die Anerkennung E-Sports als Sportart. Im Koalitionsvertrag 2018 der SPD, CDU und CSU fordern die Parteien die Anerkennung des E-Sports als Sportart in Deutschland. Später verwiesen sie allerdings auf die Autonomie der Verbände wie dem DOSB bei der Anerkennung.
Im Oktober 2018 hat der Deutsche Motor Sport Bund, als einer der ersten im Deutschen Olympischen Sportbund organisierten Verbände, SimRacing als Motorsport-Disziplin anerkannt.
Im August 2019 hat der DOSB ein von ihm in Auftrag gegebenes Rechtsgutachten veröffentlicht, das E-Sport aus juristischer Perspektive nicht als Sport ansieht. E-Sport Organisationen, Politik und Wissenschaft stellten die Objektivität und die Wissenschaftlichkeit des Gutachtens teilweise massiv infrage:
In einem Positionspapier stellte die Bundestagsfraktion der CDU/CSU im Juni 2020 in Aussicht, E-Sport in die Abgabenordnung aufnehmen lassen zu wollen. Beschränkt wurde dies auf Sportsimulationen. Dieser Vorstoß wurde unter anderem deshalb kritisiert, weil der E-Sport insgesamt keine Würdigung fände und außerdem die Position des DOSB übernommen worden sei.
Seit Mitte 2020 findet vermehrt eine Diskussion statt, ob E-Sport auch über andere Aspekte als den Sport die Gemeinnützigkeit erlangen könnte, insbesondere über die Jugendarbeit und das Kulturgut Spiel. Andere Stimmen sehen auch die Möglichkeit, E-Sport als eigenen Punkt in der Abgabenordnung zu implementieren.
Im Februar 2021 teilte die Bundesregierung entgegen der im Koalitionsvertrag vereinbarten Bestrebungen E-Sport als Sport anzuerkennen mit, dass es in der laufenden Legislaturperiode keine weitere Förderung des E-Sports geben werde. Dies stieß teilweise auf heftige Kritik, insbesondere in der Videospielbranche. Auch in der Politik gab es kritische Stimmen zur politischen Lage des E-Sports in Deutschland, etwa durch die Staatsministerin für Digitalisierung Dorothee Bär.
Im Zuge der Landtagswahlen 2022 in Schleswig-Holstein bezog der Südschleswigsche Wählerverband (SSW) Stellung zur Sportdiskussion. So heißt es im entsprechenden Wahlprogramm: „Wir wollen, dass E-Sport als offizielle Sportart anerkannt wird, um den Weg für Fördermittel und den Aufbau von professionellen Strukturen freizumachen.“

#### Lage in Österreich
Im Januar 2024 wurde eine E-Sport Förderung von 450.000 Euro für das Jahr 2024 verlautbart. Die Förderung soll das Angebot erweitern und körperlich eingeschränkten Menschen den Zugang erleichtern.

#### Internationale Lage
In Asien wird E-Sport in vielen Ländern als Sport angesehen. Das erste europäische Land, das E-Sport als staatliche Sportart anerkannt hat, ist Bulgarien. In Brasilien wird E-Sport ebenfalls von der Regierung anerkannt. Insgesamt wird E-Sport in über 60 Nationen von etablierten Verbänden des organisierten Sports anerkannt und teilweise vom Staat gefördert. Am 17. April 2007 gab die amerikanische Mannschaft CompLexity bekannt, dass die Regierung der Vereinigten Staaten von Amerika im Rahmen eines Antrags für ein Visum ihres schwedischen Spielers Marcus Sundström E-Sport als Sportart anerkannt haben. In den Niederlanden (Nederlandse Electronic Sport Bond), Südkorea (Korea e-Sports Association), Schweden (Swedish E-Sport Association), Bulgarien (Bulgarian Federation for Electronic Sports) und Großbritannien (UK Electronic Gaming Initiative) existieren staatlich anerkannte E-Sport-Verbände. In China ist E-Sport seit dem 28. November 2003 durch die All China Sports Federation (ACSF) und dem China Olympic Committee (COC) anerkannt. In den USA hat mit dem kanadische League-of-Legends-Spieler Danny „Shiphtur“ Le 2013 erstmals ein E-Sportler ein Athletenvisum erhalten. Der E-Sport-Weltverband International eSport Federation hat als ein Ziel die Anerkennung als Sportart.

### Gesellschaftliches Interesse und Wirtschaft
Die Preisgelder sind von 2010 mit 3,25 Millionen US-Dollar auf 121,1 Millionen US-Dollar im Jahr 2017 angestiegen. Von den 16- bis 24-Jährigen einer Befragung in Deutschland gaben im Jahr 2017 56 % an, E-Sport zu kennen. Bei den 25- bis 34-Jährigen waren es 55 %, bei den 35- bis 44-Jährigen 39 %, bei den 45- bis 54-Jährigen 23 % und bei den älteren 11 %. Die meisten Fans befinden sich im Alter von 21–35 Jahren mit einem Anteil von 48 %. 10- bis 20-Jährige machen 23 % der Fans aus und 36- bis 50-Jährige 25 %.
Im Jahr 2018 haben 37 % der befragten Personen bei einer Untersuchung angegeben, dass sie wissen, was E-Sport ist. Darüber hinaus haben 28 % schon einmal vom E-Sport gehört.
Während der COVID-19-Pandemie ist das Interesse am E-Sport in einigen Bereichen gestiegen, da E-Sport aufgrund seines digitalen Charakters quasi jederzeit betrieben werden kann. Dies schlägt sich unter anderem in einer Erhöhung der Zuschauerzahlen bei Online-Events nieder. Außerdem hatte die Pandemie vergleichsweise geringe negative Auswirkungen auf die Branche, grundsätzlich ist der Markt sogar eher gewachsen. Mit den IEM Cologne 2021 wurde erstmals seit der COVID-19-Pandemie wieder ein Großevent als Offline-Veranstaltung konzipiert.